# Dieta Dukan

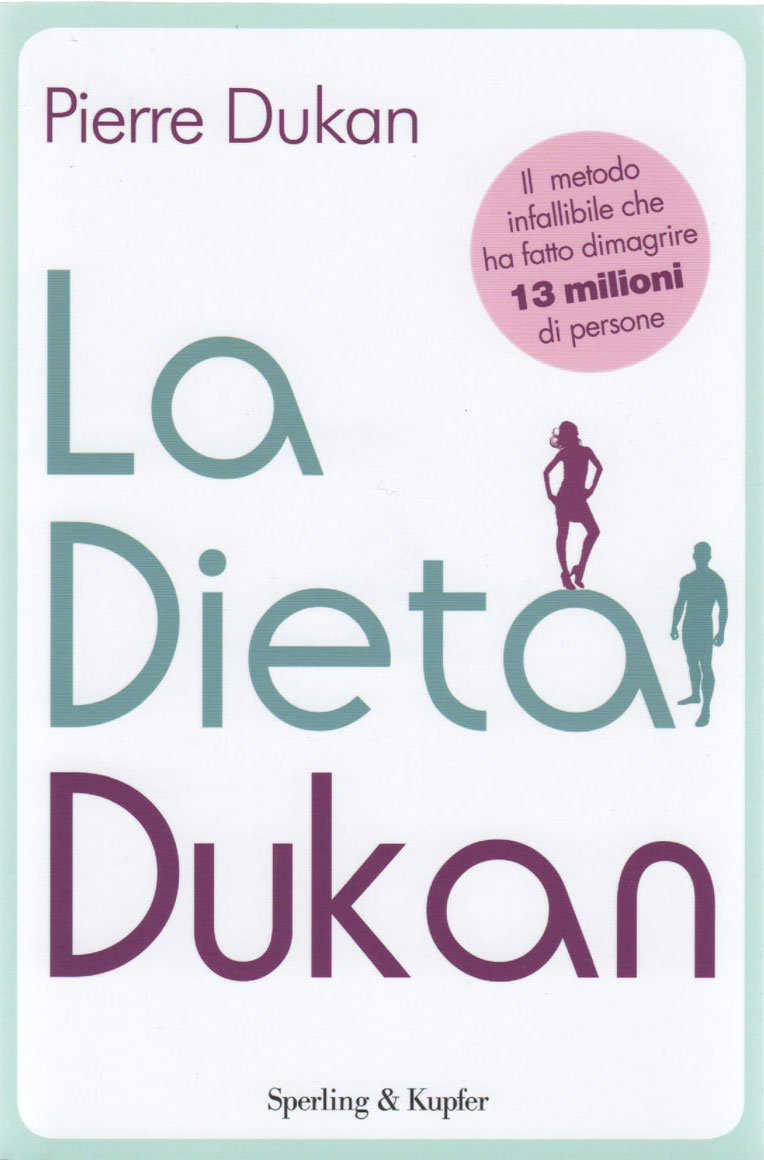
portada del llibre "La dieta Dunkan".

La dieta Dukan és una dieta a força de proteïnes dissenyada pel metge francès Pierre Dukan. El seu llibre The Dukan Diet (La Dieta Dukan) ha venut més de set milions de còpies a tot el món. Com de costum en el comerç de «dietes miracle», Dukan ha posat en marxa un servei comercial d'assessorament i botigues en línia. L'eficàcia n'és dubtosa. Un estudi realitzat entre cinc mil seguidors revela que, tres anys després, el 80% de les persones han recuperat els quilos perduts. Es van trobar moltes anomalies nutricionals en dones amb la dieta Dukan. A llarg termini hi pot hi haver un risc per a la salut per facilitar malalties renals i hepàtiques, osteoporosi i malalties cardiovasculars. Les proves d'eficàcia només recolzen en relats anecdòtics i testimoniances sense cap control.
Respon a tots els criteris de dieta miracle.
- promet resultats ràpids
- promet resultats màgics,
- prohibeix el consum d'un aliment o grup d'aliments,
- conté llistes d'aliments bons o dolents
- exaga la realitat científica d'un nutrient,
- aconsella productes dietètics als quals s'atribueixen propietats extraordinàries,
- inclou relats anècdòtics o testimonis per aportar credibilitat,
- conté afirmacions que col·lectius sanitaris de reputació reconeguda contradiuen.[4]

## Etapes
La dieta es basa en una llista d'un centenar aliments permesos, així com quatre «pilars» d com a fases: atac, creuer, consolidació i estabilització.
La fase d'atac feria perdre ràpidament de 2 a 3 quilograms en 2-7 dies per posar en marxa el seu metabolisme. Es permet menjar tot el que vulguin de 68 aliments rics en proteïnes.
La fase de creuerha de permetre que persones que fan dieta perdin pes més gradualment amb el consum d'aliments rics en proteïnes amb l'addició de 28 vegetals específics però evitant aliments rics en midó o greixos. Durant aquesta fase es calcula una pèrdua de pes d'un quilogram per setmana.
La fase de consolidació hauria d'ajudar en la prevenció de qualsevol futur augment de pes. Durant aquesta fase, la fruita, el pa, el formatge i els aliments amb midó es reintrodueixen en una dieta normal, deixant dos àpats a la setmana de celebració com ho indiqui el pla.
En la fase d'estabilització, hom pot menjar el que vulgui sense augmentar de pes seguint algunes regles: dia de proteïnes: un cop a la setmana, menjar segó de civada cada dia i fer un compromís de «prendre les escales». Segons Dukan, les persones han de seguir aquesta última fase tota la vida per evitar recuperar el pes.

## Crítica
La dieta Dukan omple totes les condicions d'una dieta fraudulenta. No s'ha demostrat que la composició d'un tipus de dieta determinat per aprimament sigui millor que un altre. Ni tampoc, un cop assolida una pèrdua de pes, continuar amb un tipus de dieta determinat sigui més favorable. Alguns estudis mostren que una dieta hiperproteica a curt termini contribueix a una pèrdua de pes, però sense resultats sostenibles.
De forma genèrica les dietes hiperproteiques com la de Dukan, comporten, en ser acidificants, un risc d'inflamació i és probable que s'associïn amb un augment del risc de càncer i la malaltia cardiovascular, també podrien provocar osteoporosi, degut a la deficiència en calci i vitamina D. Estudis que han demostrat un augment del risc de càncer i la malaltia cardiovascular estan referits a dietes habituals (no d'aprimament) en què la ingesta és hiperproteica.

## Dietes miracle similars
- Dieta d'Atkins: aquesta dieta va ser creada per Robert Atkins el 1972 i se centra en una ingesta alta en greixos, moderada en proteïnes i limitada en carbohidrats. S'ofereixen els aliments que tenen un baix nivell glucèmic. Aquest mètode va ser va ser considerat en el seu moment una revolució dietètica, en ser el primer a suggerir de no haver de comptar les calories. La dieta Dukan és similar, encara que no permet que els greixos i els olis, recomana una quantitat de calories relativament més baixa, i insisteix en el consum de segó de civada cada dia.

- Dieta cetogènica: amb un contingut alt de greix, adequat de proteïnes, i baix en carbohidrats que en la medicina s'utilitza principalment per tractar l'epilèpsia (refractària) de difícil control en els nens. Igual que amb la de Dukan i la d'Atkins aquesta dieta se centra en la crema de greix mitjançant la disminució dels carbohidrats.